# Jürgen Werner
Jürgen Werner (15. august 1935 – 28. maj 2002) var en tysk fodboldspiller (forsvarer).
Han tilbragte hele sin klubkarriere hos storklubben Hamburger SV. Her var han med til at vinde både det tyske mesterskab og DFB-Pokalen.
Werner spillede desuden fire kampe og scorede to mål Vesttysklands landshold. Han deltog for sit land ved VM i 1962 i Chile, men var dog ikke på banen i turneringen.

## Titler
Bundesligaen
- 1960 med Hamburger SV

DFB-Pokal
- 1963 med Hamburger SV